# تشمتشرة يك (مقاطعة دورة)
تشمتشرة يك (بالفارسية: چم‌چره یک) هي قرية تقع في قسم دورة الريفي (مقاطعة دورة) في إيران.